# Benjamin Zephaniah
Benjamin Zephaniah   (Handsworth, 15 d'abril de 1958 - 7 de desembre de 2023) va ser un escriptor anglès, músic de dub i referent del rastafarisme. Va ser una figura coneguda de la literatura anglesa contemporània i va ser inclòs a la llista dels millors 50 escriptors de postguerra segons la revista The Times. Va fer-se conegut internacionalment pel seu personatge de Jeremiah Jesus en la sèrie de televisió Peaky Blinders. El 2003 va rebutjar la condecoració de l'Orde de l'Imperi Britànic al·ludint motius polítics, sobretot per la relació del guardó amb l'esclavitud.

## Obres

### Poesia
- Pen Rhythm (1980)
- The Dread Affair: Collected Poems (1985) Arena
- City Psalms (1992) Bloodaxe Books
- Inna Liverpool (1992) AK Press
- Talking Turkeys (1995) Puffin Books
- Propa Propaganda (1996) Bloodaxe Books
- Funky Chickens (1997) Puffin
- School's Out: Poems Not for School (1997) AK Press
- Funky Turkeys (Audiobook) (1999) AB hntj
- White Comedy (Unknown)
- Wicked World! (2000) Puffin
- Too Black, Too Strong (2001) Bloodaxe Books
- The Little Book of Vegan Poems (2001) AK Press
- Reggae Head (Audiobook) 57 Productions

### Novel·les
- Face (1999) Bloomsbury
- Refugee Boy (2001) Bloomsbury
- Gangsta Rap (2004) Bloomsbury
- Teacher's Dead (2007) Bloomsbury